# 6406 Mikejura
6406 Mikejura este o planetă minoră (asteroid), cu un diametru de 4,062 km, din centura de asteroizi. A fost descoperită pe 28 iunie 1992 la Observatorul Palomar de Henry E. Holt. 
Obiectul prezintă o orbită caracterizată de o semiaxă mare de 2,2751902 UAi, o excentricitate de 0,18, o înclinație de 8,17717 ° în raport cu ecliptica.